# Sremska Rača
Sremska Rača (v srbské cyrilici Сремска Рача, maďarsky Racsa) je vesnice v srbské autonomní oblasti Vojvodina, administrativně spadající pod opštinu Sremska Mitrovica. V roce 2011 zde žilo 624 obyvatel.
Obec se nachází západně od Sremské Mitrovice, v blízkosti řeky Sávy u hranice s Bosnou a Hercegovinou. Prochází ní silnice č. 19, která směřuje dále do města Bijeljina. U obce se nachází silniční hraniční přechod. Výhledově by okolo obce měla vést i dálnice.
Krajina okolo Sremské Rači je obklopena hustými lesy a intenzivně využívanými poli. Nedaleko od Rači ústí řeka Bosut do Sávy.